# Ellzee
Ellzee – miejscowość i gmina w Niemczech, w kraju związkowym Bawaria, w rejencji Szwabia, w regionie Donau-Iller, w powiecie Günzburg, wchodzi w skład wspólnoty administracyjnej Ichenhausen. Leży około 13 km na południe od Günzburga, nad rzeką Günz, przy drodze B16.

## Demografia
| Rok  | Liczba mieszk. |
| ---- | -------------- |
| 1970 | 1 054          |
| 1987 | 1 001          |
| 2000 | 1 080          |

## Polityka
Wójtem gminy jest Karl Schlosser, rada gminy składa się z 12 osób.
|      | WV Ellzee Gemeinsam | Einheitsliste Stoffenried | FWV Hausen | Razem |
| 2008 | 6                   | 4                         | 2          | 12    |
| 2002 | 6                   | 4                         | 2          | 12    |